# ویتری-سور-سن
شهر ویتری سور سن (به فرانسوی: Vitry-sur-Seine) در شهرستان ول دو مرن در ناحیه ایل-دو-فرانس با جمعیت ۸۲٬۹۰۲ نفر در کشور فرانسه واقع شده‌است.